# Hovednøglen
Hovednøglen er en amerikansk stumfilm fra 1914 af Robert Z. Leonard.

## Medvirkende
- Robert Z. Leonard som John Dore
- Ella Hall som Ruth Gallon
- Harry Carter som Harry Wilkerson
- Jean Hathaway som Jean Darnell
- Alfred Hickman som Charles Everett